# Тиоуксусная кислота
Тиоуксусная кислота — сераорганическое соединение с молекулярной формулой CH3COSH. Представляет собой жидкость жёлтого цвета с сильным тиоловым запахом. Используется в органическом синтезе для введения тиильных групп в молекулы, а также для получения тиолов.

## Синтез и свойства
Тиоуксусную кислоту можно получить реакцией уксусного ангидрида с сероводородом в отсутствие следов воды:
В этом случае тиоуксусная кислота будет загрязнена уксусной кислотой, и получаемую смесь требуется разделить посредством ректификации.
Относительно чистая тиоуксусная кислота может быть получена действием пентасульфида фосфора на ледяную уксусную кислоту:
{\displaystyle {\ce {CH3COOH + P2S5 -> CH3COSH + P2OS4}}}
Соединение существует исключительно как тиоловый таутомер, что связано с высокой прочностью двойной связи C=O, гораздо более прочной, чем связь S-H, что не позволяет атому водорода мигрировать к атому кислорода.
Температура кипения данного соединения составляет +93 °C, а температура плавления  — −58 °C, что на 20 и 75 К ниже (соответственно), чем аналогичные свойства для уксусной кислоты. Данный факт отражает менее интенсивное взаимодействие между молекулами тиоуксусной кислоты по сравнению с уксусной кислотой (см. водородные связи).

## Реакционная способность

### Кислотность
pKa тиоуксусной кислоты равно около 3,4. Кислотный остаток представляет собой тиоацетат:
{\displaystyle {\ce {CH3COSH + H2O <=> CH3COS^- + H3O^+}}}
В воде при стандартных условиях тиоуксусная кислота достаточно сильно ионизирована.

### Реакционная способность тиоацетата
Бо́льшая часть реакционной способности тиоуксусной кислоты возникает из-за сопряжённого основания — тиоацетата. Соли этого аниона, например, тиоацетат калия, используются для получения эфиров тиоацетата. Тиоацетатные эфиры гидролизуются с образованием тиолов. Типичный метод получения тиола из алкилгалогенида с использованием тиоуксусной кислоты включает четыре отдельных этапа, некоторые из которых можно проводить последовательно в одной и той же колбе:
{\displaystyle {\ce {CH3COSH + NaOH -> CH3COSNa + H2O}}}
{\displaystyle {\ce {CH3COSNa + RX -> CH3COSR + NaX}}}, где X = Cl, Br, I.
{\displaystyle {\ce {CH3COSR + 2NaOH -> CH3COONa + RSNa + H2O}}}
{\displaystyle {\ce {RSNa + HCl -> RSH + NaCl}}}
В приложении, которое иллюстрирует склонность тиоуксусной кислоты к радикальному присоединению, видно, что соединение реагирует с азобисизобутиронитрилом в нуклеофильном присоединении, опосредованном свободными радикалами, к экзоциклическому алкену, образуя тиоэфир:

### Восстановительное ацетилирование
Соли тиоуксусной кислоты, такие как тиоацетат калия, можно использовать для одностадийного превращения нитроаренов в арилацетамиды. Это особенно полезно при получении некоторых фармацевтических препаратов, например, при получении парацетамола.